# Hubertus Halbfas

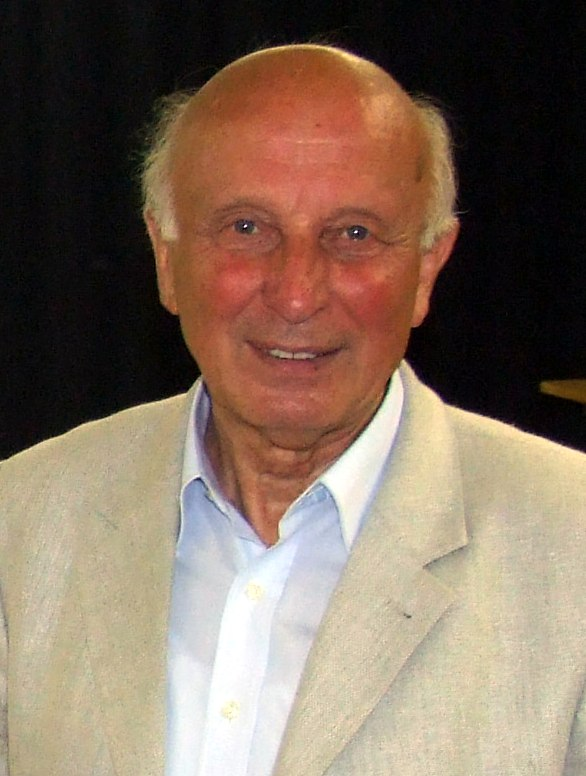
Hubertus Halbfas (2007)

Hubertus Halbfas (* 12. Juli 1932 in Drolshagen im Sauerland; † 1. März 2022 ebenda) war ein deutscher römisch-katholischer Theologe. Von 1967 bis 1987 lehrte er als Professor für katholische Theologie an der Pädagogischen Hochschule Reutlingen.

## Leben und Werk
Hubertus Halbfas, im Sauerland beheimatet, machte 1952 auf dem Gymnasium in Olpe Abitur, studierte Philosophie und Theologie in Paderborn (Philosophisch-Theologische Akademie) und Theologie in München. 1957 wurde er zum Priester geweiht. Von 1957 bis 1960 war er Vikar in Brakel (Kreis Höxter), danach von 1960 bis 1967 Dozent an der Philosophisch-Theologischen Hochschule in Paderborn. 1964 wurde er in München bei Theoderich Kampmann mit einem Thema über das Verhältnis von Jugend und Kirche zum Dr. theol. promoviert. Von 1967 bis 1987 war er Professor für Religionspädagogik an der Pädagogischen Hochschule Reutlingen. Mit seinem Buch Der Religionsunterricht machte er auf die Diskrepanz zwischen dogmatischer Theologie und einer nicht ebenso vermittelten historisch-kritischen Bibelkenntnis aufmerksam. Mit seinem Buch Fundamentalkatechetik. Sprache und Erfahrung im Religionsunterricht leitete er 1968 die sogenannte hermeneutische Wende der Religionspädagogik mit ein. Eine intensive Debatte folgte.
Wegen seines 1968 erschienenen Unterrichtsprotokolls zu Mt 14,22–33  Über Wasser wandeln, in dem Halbfas sein Verständnis biblischer Symbolsprache verdeutlichte, widersprach der Kölner Erzbischof Josef Frings seiner Berufung von Reutlingen an die Rheinische Friedrich-Wilhelms-Universität Bonn. Gleichzeitig legte Halbfas sein Buch Fundamentalkatechetik. Sprache und Erfahrung im Religionsunterricht vor, das einen Schlussstrich unter den traditionellen Katechismusunterricht setzte und eine hermeneutische Grundbesinnung einforderte. Daraufhin entzog die Deutsche Bischofskonferenz Halbfas 1968 die kirchliche Lehrerlaubnis, um „Grenzen abzustecken, die in diesem Buch überschritten sind“. Infolge dieser Auseinandersetzung stellte Halbfas einen Antrag auf Laisierung, der von Papst Paul VI. akzeptiert wurde.
In den 1980er Jahren initiierte Halbfas (neben Peter Biehl und anderen auf evangelischer Seite) noch einmal eine didaktische Neuorientierung, die unter dem Stichwort „Symboldidaktik“ den Religionsunterricht beider Konfessionen wesentlich beeinflusste. Sein Ziel war, die Sprache der Religionen in ihrem metaphorischen und symbolischen Charakter bewusst zu machen und zugleich die spezifische Wahrheit sprachlicher Formen wie Mythos, Märchen, Sage, Legende, Gleichnis unterrichtlich zu erschließen. Er realisierte sein Konzept in einem Unterrichtswerk, das sich als religiöse Sprachlehre versteht und auch Schulleben, Literatur und Kunst einbezieht. Für seine Lehrerhandbücher konnte er Gastautoren wie Gotthard Fuchs und Günter Lange gewinnen. Traditionalistische Kreise werfen ihm Glaubensaufweichung vor. Sein Bibelkommentar (2001) ist eine Summe bisher geleisteter historisch-kritischer Forschung, verstanden als Information für Laien; sein Buch Das Christentum führt in Längsschnitten durch Epochen, Entwicklungen und Richtungen der christlichen Geschichte. Mit dem dritten Band Der Glaube (2010) entwickelte er ein vielschichtiges Bild des christlichen Glaubens angesichts eines umfassenden Traditionsabbruchs. Halbfas’ Religiöse Sprachlehre. Theorie und Praxis (2012) erschließt und verdichtet den Ertrag der vorausgegangenen Jahrzehnte. Die Bücher Glaubensverlust (2011) sowie Religionsunterricht nach dem Glaubensverlust. Eine Fundamentalkritik (2012) ziehen eine Bilanz der christlichen Gegenwart, welche die Krise der Kirchen als fundamentale Glaubenskrise beider Konfessionen beschreibt.
In seinem Vortrag Der aktuelle Glaubensschwund und die Zukunft des Christentums am 28. November 2013 bekannte Halbfas, dass er an der Auferstehungslehre zweifele. Insbesondere legte er den zahlreichen Zuhörern seine Ansicht dar, dass eine Vergebung der Sünden durch den Opfertod Jesu am Kreuz eine Erfindung paulinischen Ursprunges sei. Vielmehr sei Jesus eher als ein Prophet zu verstehen, in etwa wie Martin Luther King. Es sei eine wünschenswerte Entwicklung, den Kampfgeist junger Menschen, die sich beispielsweise für Greenpeace engagieren, in der Kirche zu nutzen, um die Welt zu einem besseren Ort zu machen. Um eine bessere Welt für alle Menschen zu gestalten, brauche es keinen gemeinsamen Glauben an einen strafenden Gott. Jesus selbst habe diese Lehre schließlich nie vertreten.
Er zählte zudem zu den Gründungsmitgliedern der Gesellschaft für eine Glaubensreform, die eine Veränderung des christlichen Glaubens zugunsten einer Öffnung und Vermischung mit nichtchristlichen und nichtabrahamitischen Religionen anstrebt und zugleich gegen biblizistische und fundamentalistische Strömungen innerhalb der Kirchen vorgeht.
Halbfas war nach dem Ausscheiden aus dem Priesterstand ab 1970 mit Ursula Halbfas, geborene Hitzges, verheiratet und wurde Vater der Kinder Ansgar, Bernward und Ina. In seiner Heimatstadt Drolshagen initiierte er die Gründung eines Heimatvereins, in dem er sich 27 Jahre lang als Vorsitzender engagierte. Von 2000 bis 2008 war er zudem Vorsitzender des Heimatbundes im Kreis Olpe. Ab 1996 gehörte er dem erweiterten Vorstand des Sauerländer Heimatbundes an. 2009 brachte er 25.000 Euro zur Gründung einer Bürgerstiftung ein, die das kulturelle und soziale Leben in Drolshagen fördern soll. Für sein ehrenamtliches Engagement wurden ihm 2003 der Silberne Ehrenbecher der Stadt Drolshagen, die Ernst-Rudorff-Ehrenplakette des Bundes Heimat und Umwelt sowie 2012 das Verdienstkreuz am Bande des Verdienstordens der Bundesrepublik Deutschland verliehen.
Halbfas starb am 1. März 2022 im Alter von 89 Jahren in seiner Geburtsstadt.

## Rezeption
„Der ‚Fundamentalkatechetik‘ von Hubertus Halbfas kommt in der katholischen Religionspädagogik eine wichtige Bedeutung zu, weil mit ihr über das engere Verständnis des ‚hermeneutischen Religionsunterrichts‘ hinaus eine hermeneutische Grundlegung der Religionsdidaktik erfolgte, die für den gesamten Bereich der Religionspädagogik wegweisend wurde. Was Halbfas bereits früh wahrnahm, wurde in der Folgezeit immer manifester: das Scheitern der kirchlichen Verkündigungssprache. Ein neuer Ansatz musste gesucht werden, sollte es weiterhin möglich sein, Religion als integralen Bestandteil über den kirchlichen Raum hinaus in schulischen und anderen Bildungsprozessen zu verankern und ihre Bedeutung heutigen Zeitgenossen zu erschließen.“

„Aus heutiger Sicht kann man Halbfas nur dankbar sein für seine Rezeption, für seinen Mut und seine Weitsicht. Was die Stellung von Halbfas in der Geschichte der Religionspädagogik angeht, müssen Zweifel angemeldet werden, sich mit der Kategorisierung als Symboldidaktiker zu begnügen. Man wird Halbfas und auch der Genese seiner religionspädagogischen Einsichten nicht gerecht, wenn man nicht seine Rezeption des Tillich’schen Religionsbegriffs und die dadurch eingeleitete Öffnung des Religionsunterrichts in den 70er-Jahren viel entschiedener würdigt, als das bisher der Fall ist … Es ist aber gegenüber bestimmten bisherigen Darstellungen stärker heraus zu arbeiten, dass der Unterricht, den man heute faktisch vorfindet und der in der didaktischen Literatur empfohlen wird, historisch gesehen durch Halbfas und seine Tillichrezeption ermöglicht wurde. Denn die mit der Rezeption des Tillich’schen Religionsbegriffs verbundene Öffnung des Religionsunterrichts für neue, heute selbstverständliche Themen sowie die Verabschiedung der Verkündigungskonzeption sind aus dem heutigen Religionsunterricht nicht mehr wegzudenken … Ein Unterricht wie der, den Halbfas damals bekämpfte, wäre heute nur schwer vorstellbar.“

Der zwischen Protestantismus und Katholizismus pendelnde Exeget Klaus Berger charakterisierte das Werk Das Christentum so: „Bei Halbfas ist dieser Glaube an die neue (und doch eben wieder völlig veraltete) Unfehlbarkeit der Exegese so weit gediehen, dass er gegen Ende seines Buches lapidar erklären kann: ‚Jesus hat sich weder als ‚Messias‘ noch als ‚Sohn Gottes‘ verstanden.‘ Soweit ist es mit der Autorität, die vergötterte Exegese nebst Halbfas haben, gekommen, dass man derartige Sätze gar nicht mehr begründen muss.“
Mehrere Meinungsäußerungen setzen sich besonders mit Halbfas’ Religionsbüchern kritisch auseinander.

## Auszeichnungen und Ehrungen
- 2003: Ernst-Rudorff-Ehrenplakette
- 2012: Verdienstorden der Bundesrepublik Deutschland (Verdienstkreuz am Bande)[11]

## Schriften
- Handbuch der Jugendseelsorge und Jugendführung. Düsseldorf 1960.
- Jugend und Kirche. Eine Diagnose. Patmos, Düsseldorf 1965, DNB 451778308 (publizierte Fassung der Dissertation an der Universität München vom 22. Februar 1964 unter dem Titel: Die psychologischsoziologische Situation des heutigen Jugendlichen und die Problematik der geistlichen Berufe).
- Der Religionsunterricht. Psychologische und didaktische Konturen. Düsseldorf 1965.
- Fundamentalkatechetik. Sprache und Erfahrung im Religionsunterricht. Düsseldorf 1968. Übersetzungen ins Englische, Spanische, Italienische, Niederländische.
- Aufklärung und Widerstand. Beiträge zur Reform des Religionsunterrichts und der Kirche. Düsseldorf 1971. ISBN 3-491-00298-2.
- Das Menschenhaus. Ein Lesebuch für den Religionsunterricht. Düsseldorf 1972.
- als Hrsg. mit Friedemann Maurer und Walter Popp: Neuorientierung des Primarbereichs. 6 Bände. 1972–1976.
- Lehrerhandbuch Religion. Informationen und Materialien zur Unterrichtsvorbereitung. Düsseldorf 1974; 8/1996. ISBN 3-491-78359-3.
- Religion (in der Reihe Themen der Theologie). Stuttgart 1976.
- Das dritte Auge. Religionsdidaktische Anstöße. Düsseldorf 1982.
- Das Welthaus. Religionsgeschichtliches Lesebuch. 1983.
- Wurzelwerk. Geschichtliche Dimensionen der Religionsdidaktik. Düsseldorf 1989; 2/1997.
- Der Sprung in den Brunnen. Eine Gebetsschule. Düsseldorf 1981; 1987, ISBN 3-491-72108-3.
- Religionsbuch für das erste (bis vierte) Schuljahr. 1983 ff.
- Fundamentalkatechetik. Sprache und Erfahrung im Religionsunterricht. Düsseldorf 1968.
- Aufklärung und Widerstand. Beiträge zur Reform des Religionsunterrichts und der Kirche. Düsseldorf 1971. ISBN 3-491-00298-2.
- Religionsunterricht in der Grundschule. 4 Bände. 1983 ff.
- Die Bibel. Erschlossen und kommentiert von Hubertus Halbfas. Düsseldorf 2001, ISBN 3-491-70334-4.
- Das Christentum. Erschlossen und kommentiert von Hubertus Halbfas. Düsseldorf 2004, ISBN 3-491-70377-8.
- Zurück zum Ursprung, Jesus lehrte, menschlich zu leben – doch die Christen entwickelten eine Lehre über Jesus. So wird es nicht bleiben. Publik-Forum, Nr. 6, 2010, S. 42.
- Der Glaube. Erschlossen und kommentiert von Hubertus Halbfas. Düsseldorf 2010, ISBN 978-3-491-72563-8.
- Glaubensverlust. Warum sich das Christentum neu erfinden muss. . Patmos, Ostfildern 2011, ISBN 978-3-8436-0100-9.
- Religionsunterricht nach dem Glaubensverlust. Eine Fundamentalkritik. Patmos, Ostfildern 2012, ISBN 978-3-8436-0200-6.
- Der Herr ist nicht im Himmel. Sprachstörungen in der Rede von Gott (= Schriften zur Glaubensreform, Band 2). Gütersloh Verlagshaus, Gütersloh 2013, ISBN 978-3-579-08162-5.
- Die Bibel für kluge Kinder und ihre Eltern . Patmos, Ostfildern 2013, ISBN 978-3-8436-0439-0.
- So bleib doch ja nicht stehen. Mein Leben mit der Theologie. Patmos, Ostfildern 2015, ISBN 978-3-8436-0665-3.
- Kurskorrektur. Wie das Christentum sich ändern muss, damit es bleibt. Patmos, Ostfildern 2018, ISBN 978-3-8436-1084-1.
- Die Zukunft unserer Kirchengebäude. Problemlage und Lösungswege. Patmos, Ostfildern 2019, ISBN 978-3-8436-1112-1.
- Kann ein Atheist Christ sein? Eine grundsätzliche und notwendige Überlegung. Patmos, Ostfildern 2020, ISBN 978-3-8436-1227-2.